# Argumentum ad judicium
L'argumentum ad judicium (ricorso al giudizio) o argumentum ad populum (ricorso al popolo) è un tipo di fallacia di consistenza nella quale per sostenere una tesi ci si appella all'opinione della maggioranza, come unica prova a supporto della tesi sostenuta.

## Esempi
1. "La maggior parte delle persone sostiene quel partito, dunque quel partito ha ragione."
2. "La maggior parte delle persone crede nell'esistenza di Dio, dunque Dio esiste."
3. "La maggior parte delle persone sostiene che la realtà sussista, quindi la realtà sussiste."

## Descrizione
Questa fallacia è una variante della fallacia ad verecundiam, con la differenza che, invece di attribuire l'autorità a una persona o a un piccolo gruppo di persone eminenti, la si attribuisce a un vasto gruppo di persone, ad esempio la popolazione di un paese. Si tratta anche di una variante dell'argumentum ab auctoritate, nella quale l' auctoritas esperta è sostituita dall'autorità del popolo.
Gli argomenti ad populum vengono spesso utilizzati in discorsi più o meno populisti che negano o ridimensionano il valore della conoscenza, affiorando anche nei mass media poco attenti agli obblighi deontologici della loro professione: , solitamente appare più solida se accompagnata da un sondaggio o da un'indagine che supporta l'affermazione fallace; utilizzando un trucco argomentativo, si può infatti sostenere la propria affermazione a seconda che si tratti dell'opinione di una maggioranza o di un'altra, modificando il quesito rivolto al pubblico.

### Sociologia politica
In una democrazia, i risultati non possono essere classificati come "veri" o "falsi" in base al numero di elettori: si può solo dire che il risultato è quello che desidera la maggior parte delle persone, e in una democrazia questo dovrebbe essere sufficiente. Votare a favore di una soluzione è fallace e scorretto, quando vi si ricorre non per misurarne il consenso ma per sapere se un'affermazione è vera o falsa.

## Validità
Esistono due gradi di fallacia ad populum, con maggiore e minore coerenza. Si può affermare senza alcuna prova a sostegno che l'opinione della maggioranza delle persone è X. In tal caso, l'errore è duplice: si afferma una premessa sconosciuta e, in aggiunta, si dà autorità a quella dubbia opinione della maggioranza.
Ma potrebbe darsi che sia stata effettuata una sorta di consultazione popolare per far conoscere questa opinione. Anche supponendo che il sondaggio sia stato condotto correttamente e che l'opinione sia ben riflessa nei risultati, questa argomentazione rimane fallace. Niente giustifica un ragionamento solo perché la maggioranza la pensa allo stesso modo. Questo ragionamento si basa sull'intuizione che l'opinione generale ha autorità perché molte persone non possono sbagliarsi .

## Tipologie
Due tipi di argumentum ad populum ampiamente utilizzati sono l'appello alla tradizione e l'appello alla pratica comune. Il richiamo alla tradizione equivale a dire qualcosa del tipo: si è sempre fatto così, quindi è così. Il ricorso alla pratica comune, d'altro canto, consiste nel dire qualcosa del tipo: tutti fanno in questo modo, quindi è così.
Un esempio più concreto di appello alla prassi comune potrebbe essere: "Questa legge non è valida perché nessun paese al mondo ha qualcosa di simile e finora mai è stato fatto in questo modo". Questo ragionamento dimentica che, affinché vi siano innovazioni, qualcuno deve sempre arrivare per primo. Inoltre, il fatto che un metodo abbia funzionato fino a oggi non significa che continuerà a funzionare per sempre.
Uno spettatore di un processo che osserva una votazione della giuria - e non le argomentazioni utilizzate per persuaderla - non può dedurre, dopo la votazione o dal risultato, se quanto votato sia vero o no: questo perché il voto avrebbe potuto essere condotto sulla base di pregiudizi e non di argomentazioni. 
Ecco perché nei processi con giuria popolare, per evitare il più possibile un effetto trascinamento, vige la presunzione di innocenza e, inoltre, l'idea che la giuria non debba prendere in considerazione mere possibilità, ipotesi o prove indiziarie. 

## Eccezioni
Esistono delle eccezioni, ad esempio nell'etichetta e nel protocollo, che non sono discipline scientifiche ma semplici convenzioni sociali, per quanto consacrate in un cerimoniale. Questi dipendono solo dall'accettazione della maggioranza, cioè sono totalmente intersoggettivi e la loro fondatezza si misura rispetto al numero: quindi un argomento ad populum non è fallace, soltanto in questi casi.